# Take This Waltz
Take This Waltz è un film del 2011 scritto e diretto da Sarah Polley.

## Trama
Margot e Lou sono sposati da cinque anni e vivono in una casa nel quartiere di Little Portugal a Toronto, lei è una scrittrice freelance, mentre il marito è uno scrittore di libri di cucina. In un'afosa estate, Margot conosce il misterioso e affascinante Daniel, un artista e guidatore di risciò che abita dall'altra parte della strada. La forte alchimia che nasce tra Margot e Daniel, porta la donna ad esaminare i suoi sentimenti per il marito e a riconsiderare la sua intera vita.

## Produzione
Secondo lungometraggio diretto dalla Polley, il cast del film comprende Michelle Williams, Seth Rogen, Sarah Silverman e Luke Kirby.

## Distribuzione
Il film è stato presentato il anteprima al Toronto International Film Festival il 10 settembre 2011, successivamente è stato presentato in molti altri festival internazionali, fino ad approdare al Tribeca Film Festival nell'aprile 2012.
Il film è stato distribuito negli Stati Uniti dalla Magnolia Pictures il 25 maggio 2012 in video on demand e il 29 giugno nelle sale cinematografiche.